# お色気漫画
お色気漫画（おいろけまんが）は、日本における漫画のジャンルの一種で、軽度の性的な描写を含む漫画のことである。

## 概説
2016年現在、幼年誌や少年誌など若年男性向けの漫画誌を中心として、スポーツ新聞や一般週刊誌などにも掲載されている。女性キャラクターが公衆の面前で服を脱がされたり、主人公が女性キャラクターの着替えや入浴を覗いたり、スカートめくりや乳房を揉むなどの身体的接触が主題となっている作品が多い。
少年誌における大半の作品は、主たる読者層に合わせて主人公やヒロインの属性が中高生や女性教師に設定されていることが多く、学園漫画やコメディ漫画、恋愛漫画（ラブコメディ）等との境界が曖昧なことも少なくない。このような作品は、「エロコメ」と呼ばれ、1980年代にブームになった。連載作品の場合、開始当初はラブコメディを志向していたものの人気の低迷でテコ入れを行ったり、掲載誌の移動によりお色気漫画に路線を変更する事例も見られる。
「エロ漫画」と「お色気漫画」を分ける基準は異性間の肉体関係の有無であり、お色気漫画においては主人公（少年誌の掲載作品においては多くの場合、男子中学生か高校生）がヒロインの裸を見たり接触する程度の描写に留まるのが通例である。「これ絶対入ってるよね」とすら思える際どい接触でも、実際に致していない限りはエロ漫画ではない。
また、「成年マーク」の有り無しで分けることもできる。青年誌の掲載作品では、最終的に致してしまう場合もあるが、エロを主題としたものではないから、通常は「成年マーク」は付かず、従ってエロ漫画ではない。
また、画風で分けることもできる。「大人漫画」と呼ばれる画風で描かれた、4コマ漫画や少ページ読み切りのギャグ漫画は、「艶笑漫画」と呼ばれ、1980年代末より専門誌が多数創刊されるブームとなった。4コマ漫画の艶笑漫画だと1コマ目から致している場合があるが、エロくない絵柄なので、エロ漫画ではない。
肉体関係より人間関係、行為よりも感情に重点を置いたり置かなかったりして読者をひきつける一般的な「エロコメ」とは逆に、そのような駆け引きに重点を置かず、単に女性主人公が何かしらのトラブルに巻き込まれてサービスカットを披露するのが毎回の「お約束」になっている漫画もお色気漫画に分類される。幼年向けの漫画に多く、このような漫画は「ハレンチ漫画」と呼ばれ、1970年代にけっこうブームになった。
英語圏では性行為を伴う成人向け漫画を「Hentai」、そうでないお色気漫画を「Ecchi」とする使い分けが為されている。

## 歴史
ジャンルとしては、1960年代の大人漫画の時代から存在し、小島功の『仙人部落』や、富永一朗の『チンコロ姐ちゃん』などが当時の代表的なお色気漫画である。歴史的には、「艶笑漫画」「ピンク漫画」とも言った。当時は現代のような「エロ漫画」は存在せず、この「艶笑漫画」こそが大人が読む一般的な「エロ漫画」であった。
1970年代には劇画の時代となり、「エロ劇画」（官能劇画、三流劇画とも）が登場した。この時代には、青年劇画誌やスポーツ紙、あるいはエロ劇画誌に掲載された、「エロ劇画」と呼ぶほどでもない軽度の性的な描写の劇画を指して「艶笑劇画」と称した。この分類においては、日刊ゲンダイに1977年から2003年にかけて連載された、横山まさみちの『やる気まんまん』『それいけ大将』などが代表的な「艶笑劇画」である。同作では、「エロ劇画」のように性器を直接的に描写することはせず、「貝」や「オットセイ」で喩える描写が特徴であった。
一方、少年向けのエロい漫画は「ハレンチ漫画」と呼ばれていた。週刊少年ジャンプに1968年より連載された永井豪の『ハレンチ学園』、および『月刊少年ジャンプ』に1974年より連載された『けっこう仮面』が当時の代表的な「ハレンチ漫画」である。1970年代当時は「こども漫画」（これは文字通りの「子供向けの漫画」という意味ではなく、戦後漫画史の用語で、1960年代に隆盛を見た漫画のジャンル）の系譜である少年向けの「ハレンチ漫画」と、「劇画」の系譜である青年向けの「艶笑劇画」と、「大人漫画」の系譜である大人向けの「お色気漫画」は、ジャンルとして明確に区別されていた。しかし、「大人漫画」の衰退と、劇画の一般化により少年誌でも劇画が隆盛するに至り、そのうちなし崩しになり、何でも「お色気漫画」と呼ばれるようになった。
1980年代には「ロリコン漫画」「美少女漫画」が登場し、明るくエッチな美少女漫画が旧来の「エロ劇画」を置き替える形で普及していく。「美少女漫画誌」で活躍したクリエーターがやがて一般誌にも登場した。掲載誌は週刊漫画雑誌に比べて副次的なポジションに置かれることの多かった月刊漫画雑誌に掲載されることが多く、特に月刊少年漫画雑誌ではお色気漫画が隆盛を極めた。当時はラブコメブームであるから、ラブコメのような作品が多く、このような漫画は「エロコメ」と呼ばれた。1980年代には主として『月刊少年マガジン』（講談社）や『月刊少年ジャンプ』（集英社）が多数の「エロコメ」を掲載していた。『月刊少年ジャンプ』に1984年から連載された、みやすのんきの『やるっきゃ騎士』などが代表的な「エロコメ」である。
なお、1980年代まではまだ「エロ漫画」と「お色気漫画」の区別は明確に存在するわけではなかった。当時は「成年マーク」も存在しないことから、エロい「美少女漫画」を未成年が買うことも可能だった。当時の「美少女漫画」は露骨にエロい「エロ劇画」と違って買いやすい絵柄だったことから、子供向け漫画と間違って美少女漫画を買ってしまったというネタが当時の週刊誌に散見される。1980年代の初め頃は、まだまだ「美少女漫画」は発達途上でそれほどエロくなく、まだまだエロと言えば「エロ劇画」だったが、美少女漫画は次第にエロくなり、1980年代末には少年を非常に興奮させるようになった。
1980年代のお色気漫画を牽引していたのが『月刊少年マガジン』であり、1982年から連載『Oh!透明人間』（中西やすひろ）、1986年から連載『いけない!ルナ先生』（上村純子）、1988年から連載『1+2=パラダイス』（同）とヒット作を連発。過激さも増していき、少年誌にしては相当エロくなった。しかし月刊少年漫画雑誌におけるお色気漫画の系譜は、1990年に勃発した有害コミック騒動において『1+2=パラダイス』が糾弾対象の1つとなったこともあり、一旦は鳴りを潜めることになる。
有害コミック騒動の結果、1990年12月に「成年マーク」が誕生し、成人向け漫画という概念が確立した。それ以降、直接的な性行為を伴う成人向けの「エロ漫画」と、少年誌にも掲載が可能なレベルの軽度の性的描写に留まる「お色気漫画」はかなり明確に区別された。有害コミック騒動の渦中となる1991年頃においては、過剰反応から一般誌の漫画の単行本にも「成年マーク」がつけられる事態となったが、やがて落ち着き、「エロ漫画」と「お色気漫画」の区別が確立。エロ漫画誌に掲載される「エロ漫画」（成年マークあり）を未成年が読んだり購入したりすることは条例で規制されたが、一般誌に掲載される「お色気漫画」（成年マークなし）なら大丈夫と言うことになった。有害コミック騒動が収まったことで、一旦は鳴りを潜めた少年誌のお色気が復活した。
一方、大人向けの「艶笑漫画」の系譜として、1980年代後半には岩谷テンホーの下ネタ・お色気4コマ漫画がブームとなり、岩谷テンホーを看板作家として艶笑漫画だけを集めた雑誌『岩谷テンホーのみこすり半劇場』（ぶんか社）が1990年に創刊された。1990年代まで大量に存在した「大人漫画」系の4コマ漫画誌は、2000年代には「萌え」系4コマ漫画誌ブームに押されて影が薄くなってしまったが、一応系譜は続いている。『みこすり半劇場』の系譜を継ぐ漫画誌は『本当にあった笑える話』として2024年現在も刊行中で、「艶笑漫画」も主要なコンテンツの一つとなっている。
少年誌では、1990年代から2010年代にかけて徐々に萌え路線を採り入れたお色気漫画が散見されるようになった。美少女ゲームを原作とした作品も数多く出版されるようになったことに伴い、美少女ゲームの制作を中心に活動してきた作家が少年漫画に参入し、相当エロいお色気漫画を掲載することも珍しくなくなっている。